# Pierre Bonhomme (compositeur)
Pour les articles homonymes, voir Pierre Bonhomme et Bonhomme.
Pierre Bonhomme (né vers 1555 et mort à Liège le 12 juin 1617) est un compositeur belge.

## Biographie
Pierre Bonhomme (Bonhomio, Bonhomius, Bonomi) est né vers 1555,.
La famille de Bonhomme semble avoir ses origines à Oupeye. Après un séjour prolongé à Rome, il s'installe définitivement à Liège en 1595, l'année ou il devient chanoine à la Collégiale Sainte-Croix. En 1608, il devient Grand chantre de cette même église. En 1612, il rédige son testament au profit de son frère Jean Bonhomme, citoyen de Visé et du fils de celui-ci Pierre Probus, nommé Bonhomme, qui était de 1633 à 1664 maitre de chant à la cathédrale Saint-Lambert de Liège,.

## Œuvres
Pierre Bonhomme a fait publier deux œuvres, les 38 Melodiae sacrae pour cinq à neuf voix (Francfort, 1603, puis Anvers, 1627, avec un motet supplémentaire pour dix voix) et les 13 Missae pour six, huit, dix et douze voix (Anvers, 1616), qui sont dédiées au prince-évêque de Liège Ferdinand de Bavière. Quatre de ses motets ont été imprimés dans des anthologies (RISM 1609¹ et 1613²).